# Rui Pinto
Pour les articles homonymes, voir Pinto.
Rui Pinto, né le 20 octobre 1988 à Mafamude, Vila Nova de Gaia est un lanceur d'alerte portugais.
Il est à l'origine des Football Leaks et des Luanda Leaks (relatives à la fortune d’Isabel dos Santos) comme il le reconnaît pour ces dernières en janvier 2020.

## Éléments biographique
Né en 1988 au Portugal à Mafamude, Vila Nova de Gaia, Rui Pinto se passionne pour le football dans sa jeunesse et devient un supporter de l'équipe de Porto. Il développe très jeune des compétences autodidactes en informatique,. Inscrit comme étudiant en histoire à la Faculté des arts de l'Université de Porto, il part en 2012-2013  dans le cadre du programme Erasmus poursuivre son cursus à Budapest, en Hongrie. Il s'installe dans cette ville en 2015.
En septembre 2015, il crée un site intitulé Football Leaks dont le but affiché est de dénoncer les pratiques frauduleuses du monde du football.

## Football Leaks
En 2016, Rui Pinto transmet au journal allemand Der Spiegel 10 téraoctets de données informatiques qui seront à l'origine des Football Leaks. Le journal partage les données à exploiter avec le réseau European Investigative Collaborations (EIC). Seuls 40 % concerneraient le football business, les transferts douteux, etc. Le reste concerne la finance offshore des Îles Caïmans.
Les Football Leaks mettent en lumière les pratiques de dopage financier des grands clubs de foot comme le PSG et nombre de pratiques immorales et illégales de la Fifa ainsi que l’exploitation au profit de clubs européens d’enfants africains susceptibles de devenir footballeurs professionnels. Ils révèlent la fraude fiscale de footballeurs comme Cristiano Ronaldo et José Mourinho.
En novembre 2018, Rui Pinto est auditionné en qualité de témoin par le Parquet national financier (PNF). Il remet des millions de fichiers informatiques aux magistrats français.
Sur la base des révélations issues des documents fournis par Rui Pinto, la collusion entre la Fifa et le procureur fédéral suisse Michael Lauber est dénoncée par plusieurs journaux, ce qui aboutit en 2020 à la démission de ses fonctions et la perte de son immunité.
Des enquêtes sur les pratiques frauduleuses suspectées du monde du football sont ouvertes dans plusieurs pays européens à la suite des dénonciations de Pinto, notamment en Belgique, en France et en Suisse, trois pays qui souhaiteraient pouvoir l'entendre comme témoin.
Déclarant qu'il n'a « visé ni un club, ni une fédération, ni un pays en particulier" et qu'il est convaincu que ce qu'il a "fait ce qui était juste", il est l'objet de menaces de mort, « notamment de la part des fans du Benfica ».

## Luanda Leaks
En janvier 2020, il reconnaît être à l'origine des Luanda Leaks. Ce scandale concerne des détournements d'argent public angolais attribués à Isabel Dos Santos, la milliardaire et fille de l’ancien président angolais Jose Eduardo dos Santos. Les révélations ont pour conséquence la poursuite, par la justice angolaise, de la milliardaire pour fraude et détournement de fonds.
Rui Pinto admet avoir fourni fin 2018 des données à la Plateforme de protection des lanceurs d'alerte en Afrique qui ont permis à un consortium de médias de conduire une enquête approfondie sur les malversations financières .

## Condamnation
Il est arrêté en janvier 2019 en Hongrie puis extradé vers le Portugal où il est mis en détention pendant plus d'un an en attendant son procès . Son procès commence le 4 septembre 2020. Il est inculpé pour 90 infractions différentes, dont piratage informatique, tentative d'extorsion de fonds et violation de correspondance. Pinto encourt vingt-cinq ans de prison. Le journal Ouest France rapporte que le juge d'instruction considère qu'il ne pourra jamais être considéré comme un lanceur d’alerte ». La raison étant que ce statut protège les salariés qui révèlent les turpitudes de leur employeur et que Pinto a agi de l'extérieur du monde du foot dont il n'a jamais été l'employé.
Son avocat, le Français William Bourdon considère que Pinto « n'est pas un délinquant, c'est un grand lanceur d'alerte comme Julian Assange ou Edward Snowden et il doit être protégé par les autorités portugaises ». Il souligne le nombre d'affaires frauduleuses que Pinto a permis de mettre au jour et considère que si les révélations du jeune hacker ont provoqué un véritable tremblement de terre dans le monde du football, celui-ci est souhaitable du fait des nombreuses connexions entre ce monde et la criminalité,.
Alors que l'extradition depuis la Hongrie n'était liée qu'à six chefs d'inculpations, le parquet portugais fait monter ce chiffre à 124 puis de l'ordre de 90, ce que l'avocat de Pinto juge illégitime : « Plus personne ne peut douter que les autorités portugaises sont davantage zélées à criminaliser Pinto plutôt que les réseaux criminels portugais révélés par les Football Leaks. L’asymétrie est totale. »
En septembre 2020, il contacte le rapporteur spécial des Nations unies sur la protection et la promotion du droit à la liberté d’opinion et d’expression, afin de l’alerter sur « les abus des autorités portugaises »[réf. nécessaire].
En octobre 2022 devant un tribunal de Lisbonne il reconnaît et regrette d'avoir recouru au piratage informatique.
Il est condamné le 11 septembre 2023 à quatre ans de prison avec sursis par le tribunal de Lisbonne, notamment pour  « piratage informatique », « tentative d’extorsion », « violation de correspondance », « vol de données ».

## Filmographie
- A Game of Secrets (2022), documentaire sur les Football Leaks contenant des images d'archive de Rui Pinto[19].